# Сорокин, Вячеслав Алексеевич
Вячесла́в Алексе́евич Соро́кин (3 февраля 1944, Ленинград, РСФСР, СССР) — советский и российский кинорежиссёр, киноактёр и продюсер. Заслуженный деятель искусств Российской Федерации (2000).

## Биография
Вячеслав Алексеевич Сорокин родился 3 февраля 1944 года в Ленинграде.
В 1967 году окончил факультет автоматики и телемеханики Ленинградского электротехнического института. Работал инженером. В 1974 году окончил режиссёрское отделение факультета драматического искусства Ленинградского государственного института театра, музыки и кинематографии (ЛГИТМиК) (ныне — РГИСИ, мастерская А. А. Музиля). Работал режиссёром в различных театрах.
В 1978 году окончил режиссёрское отделение ВКСР (мастерская А. Н. Митты). С 1978 года — режиссёр-постановщик на киностудии «Ленфильм». С 1991 года — генеральный директор «Студии „АКВ“» («Студия „Аудио-Кино-Видео“»).
В 2000 году Вячеславу Алексеевичу Сорокину было присвоено почётное звание «Заслуженный деятель искусств Российской Федерации».

## Фильмография

#### Режиссёр-постановщик
1. 1978 — Удобно в пути  (короткометражный) (По заказу Правления Гострудсберкасс СССР.)
2. 1979 — Пристань  (короткометражный)
3. 1984 — Жил-был доктор...
4. 1986 — Плата за проезд
5. 1987 — Соблазн
6. 1991 — Меченые
7. 1992 — На Иртыше  (короткометражный) (Россия/Франция)
8. 1997 — Улицы разбитых фонарей. Серия 31. Женское счастье  (ТВ)
9. 1998 — Тоталитарный роман
10. 2001 — Подозрение
11. 2001 — Убойная сила 2. Фильм 3. Смягчающие обстоятельства  (ТВ)
12. 2001 — Убойная сила 2. Фильм 5. Дачный сезон  (ТВ)
13. 2001 — Убойная сила 3. Фильм 2. Спидвей  (ТВ)
14. 2001 — Убойная сила 3. Фильм 7. Судный день  (ТВ)
15. 2002 — Следствие ведут ЗнаТоКи. Десять лет спустя. Дело № 24. Пуд золота  (ТВ) (в титрах указан как — Вячеслав Иртеньев)
16. 2002 — Порода (мини-сериал, 4 серии) (снял своё имя с титров)
17. 2003 — Убойная сила 4. Фильм 6. Принцип вины  (ТВ)
18. 2004 — Потерявшие солнце  (ТВ) (совместно с Игорем Зайцевым)
19. 2007 — Застава (сериал) (снял своё имя с титров)
20. 2008 — Трудно быть мачо
21. 2012 — Наружное наблюдение  (ТВ) (совместно с Андреем Савельевым, Юрием Нифонтовым, Владом Ланне, Игорем Копыловым, Василием Чигинским)

#### Сценарист
1. 1978 — Удобно в пути  (короткометражный) (Режиссёр-постановщик: Вячеслав Сорокин)

#### Роли в кино
1. 1982 — Таможня — Перов
2. 1991 — Меченые (подручный Беспалова) - эпизод
3. 1991 — Иван Фёдоров
4. 2001 — Убойная сила 3. Фильм 7. Судный день (опер Грибов) - эпизод

#### Документальное кино
1. 1990 — Откровение Ивана Ефремова  (документальный) — член экипажа звездолёта «Тёмное пламя»

#### Продюсер
1. 1994 — Колечко золотое, букет из алых роз  (Режиссёр-постановщик: Дмитрий Долинин)
2. 1998 — Забытое танго  (короткометражный) (Режиссёр-постановщик: Лу Сэнь)
3. 1998 — Тоталитарный роман  (Режиссёр-постановщик: Вячеслав Сорокин)
4. 1999 — Доченька  (Россия) (Режиссёр-постановщик: Энтон Бычков)
5. 2004 — Потерявшие солнце  (Россия) (Режиссёр-постановщик: Вячеслав Сорокин) (ведущий продюсер)
6. 2008 — Трудно быть мачо  (Режиссёр-постановщик: Вячеслав Сорокин)

## Участвовал в фильмах
1. 2008 — Истории и легенды Ленфильма. Фильм № 21. Соблазн. Как снимали фильм «Соблазн»  (короткометражный) (Режиссёр-постановщик: Алексей Праздников)
2. 2010 — Школьный фильм, как документ времени  (короткометражный) (Режиссёр-постановщик: Андрей Нянькин)

## Признание и награды
- 2000 — Почётное звание «Заслуженный деятель искусств Российской Федерации» — за заслуги в области искусства[3]

Поставил фильмы, получившие признание в России и за рубежом:
- 1987 — Соблазн — МКФ в Пезаро, Италия. Приз Витторио де Сика[4].
- 1998 — Тоталитарный роман — Приз жюри кинематографистов режиссёру Вячеславу Сорокину на V Минском международном кинофестивале (ММКФ) «Лістапад-1998», Минск, Белоруссия[5]; Приз «За возвращение к лучшим традициям отечественного кино» на МФ фильмов о правах человека «Сталкер» в Москве (1998); Гран-при ОКФ «Киношок» в Анапе (1998)[4].

Был продюсером фильма
- 1998 — Забытое танго — III премия по разделу игрового кино режиссёру Лу Сэню (и режиссёру Василию Фенину за фильм «Ангел») на VI Открытом Российском Фестивале студенческих и дебютных фильмов «Святая Анна» Москва (1999).